# Zygoceras aqabaensis
Zygoceras aqabaensis is een slakkensoort uit de familie van de Haloceratidae. De wetenschappelijke naam van de soort is voor het eerst geldig gepubliceerd in 2007 door Bandel.